# Карпельская волость
Карпельская во́лость — административно-территориальная единица Усманского уезда Тамбовской губернии с центром в селе Карпели. 

## История
Волость образована после реформы 1861 года.
Волостное управление на основании Общего положения о крестьянах 1861 года составляли:
1. Волостной сход;
2. Волостной старшина с волостным правлением;
3. Волостной крестьянский суд.

Волостные правления были ликвидированы постановлением Совнаркома РСФСР от 30 декабря 1917 года «Об органах местного самоуправления». Управление волости передавалось волостным съездам советов и волисполкомам.
Постановлением ВЦИК РСФСР от 4 января 1923 г. передана в состав Тамбовского уезда Тамбовской губернии.

## География
Волость расположена в восточной части Усманского уезда. Волостной центр находился в 74 верстах от г. Усмани.

## Состав волости
По состоянию на 1914 год состояла из следующих населенных пунктов:
| №  | Название населённого пункта | Тип населенного пункта | Население |
| -- | --------------------------- | ---------------------- | --------- |
| 1. | Артемовка                   | село                   | 828       |
| 2. | Борисовка                   | село                   | 1269      |
| 3. | Большая Даниловка           | село                   | 2390      |
| 4  | Волченка                    | деревня                | 359       |
| 5  | Демино                      | деревня                | 190       |
| 6  | Карпели                     | село, центр волости    | 1848      |
| 7  | Казьминка                   | деревня                | 950       |
| 8  | Жарковка                    | деревня                | 165       |
| 9  | Липовка                     | деревня                | 383       |
| 10 | Малая Даниловка             | село                   | 1738      |
| 11 | Разночинка                  | деревня                | 101       |
| 12 | Большая Раманьевка          | деревня                | 407       |
| 13 | Семеновка                   | деревня                | 152       |
| 14 | Тамилино                    | деревня                | 172       |
| 15 | Хомутец                     | деревня                | 394       |
| 16 | Рыбий Яр                    | деревня                | 665       |
| 17 | Яковлевка                   | деревня                | 127       |

## Приходы
Приход Козьмодемьянской церкви с. Артемовка. Открыт в 1909 году. Церковь каменная, холодная, построена в 1908 году на средства прихожан.
Приход Покровской церкви с. Борисовка. Открыт в 1837 году. Церковь каменная, холодная, построена в 1838 году на средства прихожан. Престолов два: главный — во имя Покрова Пресвятой Богородицы и придельный — в честь Казанской иконы Божией Матери. Местночтимая Иверская икона Божией Матери и свят. Пантелеймона, привезенные в 1876 году с Афона.
Приход Семёновской церкви с. Большая Даниловка. Открыт в 1838 году. Церковь деревянная, тёплая, построена на средства прихожан в 1886 году. Престолов три: главный Симеона Столника и придельные во имя св. Фрола и Лавра и Архистратига Михаила.
Приход Покровской церкви с. Малая Даниловка.  Открыт в 1858 году. Церковь  деревянная, холодная, построена на средства прихожан в 1892 году.

## Население
1890—12524 человек.
Основная масса населения — крестьяне бывшие государственные.